# Sigismund Gyllenstierna
Sigismund Gyllenstierna (auch bekannt als Zygmunt Guldenstern bzw. Sigismund Güldenstern * 1598 in Kalmar; † 1666 in Danzig) war ein aus Schweden stammender polnischer Magnat, Danziger Kastellan, Verwalter und Schatzmeister in Marienburg, Starost in Stuhm.

## Leben
Sigismund Gyllenstierna wurde als Sohn des schwedischen Admirals Johan Nilsson Gyllenstierna (1569–1617) geboren und entstammte dem Zweig Lundholm des dänisch-schwedischen Adelsgeschlechts Gyllenstierna. Bereits der Vater stellte sich zu Beginn des 17. Jahrhunderts auf die Seite Sigismund III. Wasa im Konflikt mit dessen Onkel Karl IX. und emigrierte mit seiner gesamten Familie nach Polen. In der Folge kam es zur Umbenennung in Guldenstern.
Zygmunt besuchte das Akademische Gymnasium in Toruń und schrieb sich im Februar 1615 zusammen mit seinem Bruder Johannes Guldenstern zum Studium an der Universität Rostock ein. Später besuchte er auch die Universitäten Straßburg und Leiden. Im Zuge seiner Ausbildung erlernte er mehrere Fremdsprachen, die er fließend beherrschte. In den 1620er Jahren war er Höfling des Königs Zygmunt III. und übernahm später die Funktion eines Kammerherrn.
Während des Krönungssejms von Władysław IV. Wasa im Jahre 1633 erhielt er das polnische Indigenat. 1635 beauftragte der König Guldenstern zusammen mit Gerhard Dönhoff mit dem Wiederaufbau, der Verwaltung sowie der Aufsicht der polnischen Flotte.
Ein Jahr später, 1636, erhielt er von Władysław IV. den Auftrag zusammen mit dem Woiwoden von Vilnius, Krzysztof Radziwiłł, und dem Starost in Libiszów, Andrzej Rey (1584–1641), die Bestattung von Prinzessin Anna Wasa, die aus Brodnica in die Maria Himmelfahrtskirche in Toruń umgebettet wurde, zu organisieren. 1645 nahm er auf Einladung des polnischen Königs an dem letztlich ergebnislosen Thorner Religionsgespräch teil.
Während des polnisch-schwedischen Krieges (1655–1660) lehnte Guldenstern das Angebot des Schwedenkönigs Karl X. Gustav auf die schwedische Seite überzulaufen ab. Um den Monatswechsel von Februar auf März 1656 führte er die misslungene Verteidigung der Marienburg gegen Schweden an. Am 18. Oktober 1656 erhielt er vom König Johann II. Kasimir die Danziger Kastellanei und wurde somit der letzte protestantische Senator der I. Polnischen Republik.

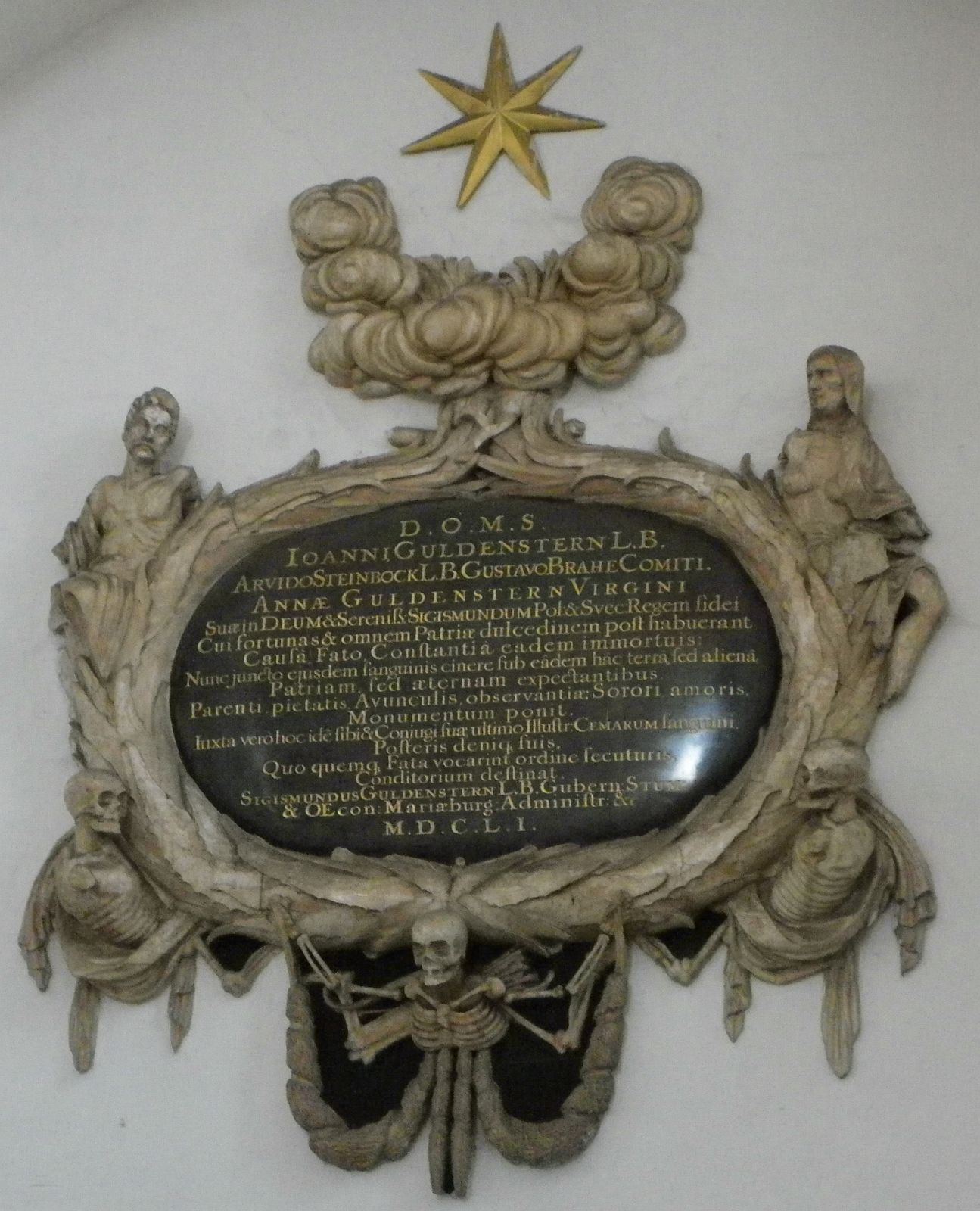
Familienepitaph von 1651 in der Danziger Marienkirche

Nach seinem Tode wurde er in der Marienkirche in Danzig bestattet, wo er 1651 eine Familienkapelle eingerichtet hatte, in der auch sein Vater und andere schwedische Emigranten beigesetzt wurden.
Den Großteil seines Eigentums erbte der Sohn Władysław Kazimierz Guldenstern († 1686), der nach dem Tode seines Vaters zum Calvinismus übergetreten war. In den 1670er Jahren wurde Władysław Kazimierz allerdings Opfer antikalvinistischer Prozesse, die von dem katholischen Priester Żeromski durchgeführt wurden. Żeromski strebte den Anschluss der reformierten Gemeinden an. Trotz Unterstützung durch den preußischen Adel zog sich der Prozess lange hin, so dass diese Angelegenheit erst nach seinem Tod geklärt wurde. Erst Guldensterns Schwager, der Katholik und Kulmer Kastellan Władysław Łoś († 1694) schloss mit dem Priester einen Kompromiss.

## Ehe
Durch die Ehe mit Anna Czemowna (1599–1673), der einzigen Tochter und Erbin des Kulmer Kastellan Fabian Czema (1575–1636), übernahm er nach dessen Tod dessen sämtliche Güter in Preußen sowie die Stuhmer Starostei. Obwohl Guldenstern Lutheraner war, wurden die Kinder von seiner Frau, die Kalvinistin blieb, kalvinistisch erzogen.